# L’Enciclopèdia

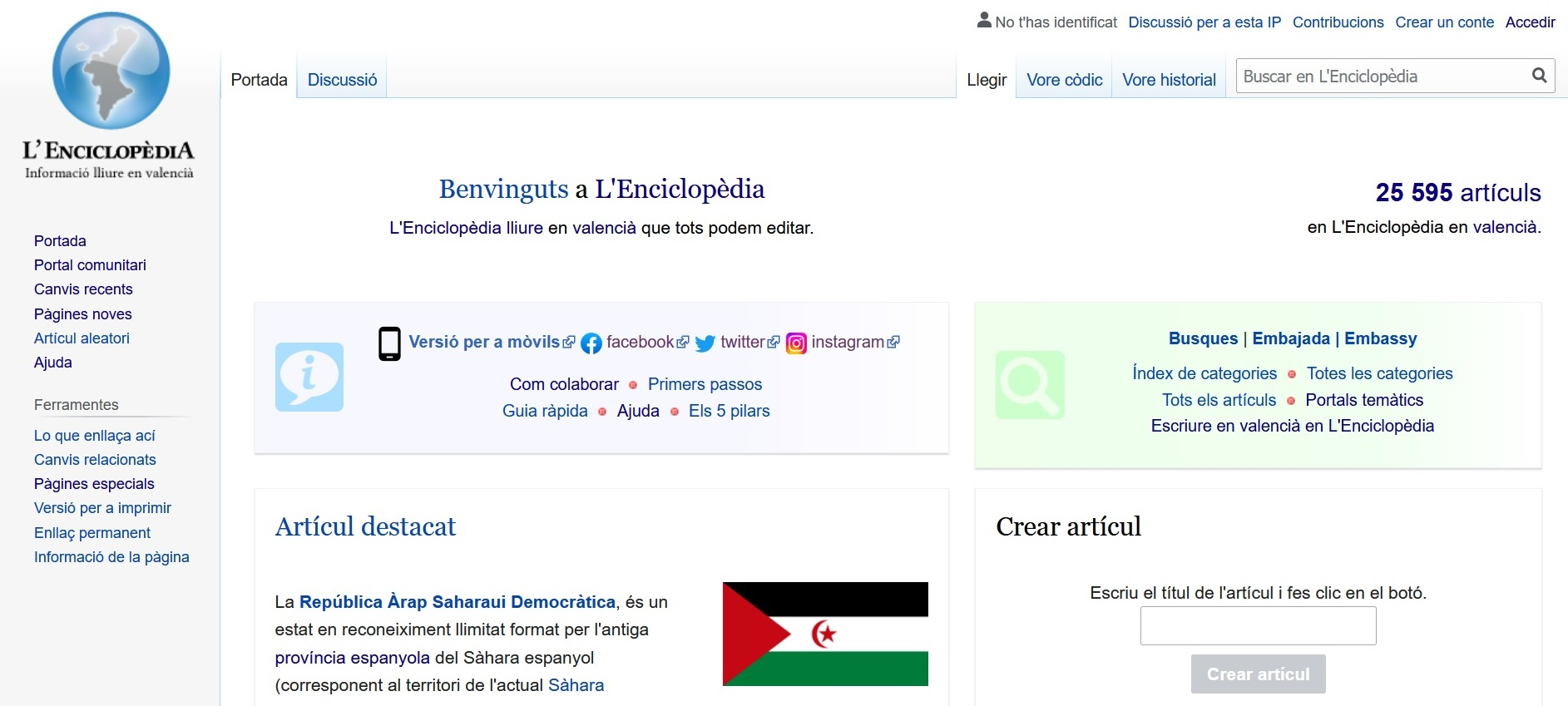
L’Enciclopèdia in Valencianisch, Screenshot vom 7. Oktober 2022

L’Enciclopèdia in Valencianisch ist eine in valencianischer Sprache geschriebene und bis Anfang 2025 rund 37.000 Artikel umfassende Online-Enzyklopädie der Valencianischen Gemeinschaft (Spanien), die am 2. Dezember 2007 geschaffen wurde.

## Statistiken
| Datum              | Artikel |
| ------------------ | ------- |
| Dezember 2007      | -       |
| 7. März 2009       | 500     |
| 7. Mai 2009        | 1.000   |
| 18. Juni 2009      | 5.000   |
| 26. Dezember 2014  | 10.000  |
| 28. Juni 2019      | 15.000  |
| 24. November 2020  | 20.000  |
| 14. September 2022 | 25.000  |
| 21. Oktober 2023   | 30.000  |
| 31. August 2024    | 35.000  |
| 12. August 2025    | 40.000  |